# 정동진 (1946년)
정동진(鄭東鎭, 1946년 4월 23일 - )은 대한민국의 야구 감독이다.

## 생애
대구 출신으로 국가대표팀 포수로서 이름을 알렸다. 대구상고를 졸업하고 실업 야구 팀 제일은행을 거쳤다. 현역에서 은퇴한 후 1977년부터 1978년까지 모교의 감독을 역임하였지만 물러나고 잠깐 야구계를 떠나 제일은행의 평범한 은행원으로 7년 간 종사했다.
이후 1984년 연고 팀 삼성 라이온즈의 수석코치로 영입되어 김영덕, 박영길 감독을 보좌하였다. 
그 뒤, 1988년 11월 15일부터  삼성 라이온즈의 3대 감독으로 선임(3년 계약)되었는데 한때 본인(정동진)이  백인천 전 MBC 감독을 삼성 3대 감독 물망에 적극 추천했지만  구단 측의 반대로 무산되기도 했다.
부임 첫 해인 1989년에는 전력이 약화된 팀을 4위까지 올렸고, 1990년에도 정규 시즌 4위로 마감하여 포스트 시즌에 진출했지만, 플레이오프에서 그동안 번번이 삼성의 우승을 가로막았던 난적 해태 타이거즈를 3연승으로 스윕하고 1990년 한국시리즈에 올리는 데 성공했다. 그러나 1990년 한국시리즈에서 LG 트윈스에게 스윕을 당해 우승에 실패하여 삼성의 고질병이었던 한국시리즈 징크스를 다시 한 번 확인해 주었다.(이 징크스는 2002년에 깨졌다.)
1990년 한국시리즈 우승 실패 뿐 아니라 사생활 문제로 물의를 일으킨 황규봉 1군 투수코치의 2군행을 요구한 편송언 사장과의 마찰 탓인지    계약기간을 1년 남겨둔 채  삼성의 감독직에서 물러나고 미국으로 야구 연수를 떠났다가 1992년 태평양 돌핀스의 감독으로 영입되었으며 황규봉 코치는 1989년 시즌 후 일본 연수를 위해  삼성에서 재계약을 포기했고 그 이후 프로야구계와 작별했다. 1992년 6위, 1993년 최하위로 마감했지만, 1994년에는 그동안 부상으로 신음했던 투수들이 복귀하여 정규 시즌 2위로 마감하는 선전을 하였다. 그 해 태평양 돌핀스가 LG 트윈스에게 1994년 한국시리즈에서 스윕당해 LG 트윈스가 우승했지만, 그 해 성적은 1998년 현대 유니콘스가 한국시리즈에서 우승하기 전까지 인천 연고 야구단 최고의 성적이었다. 그러나 그는 감독으로 2번 경험한 한국시리즈에서 모두 단 한 번도 이기지 못하고 모두 LG 트윈스를 상대로 스윕당했다는 특징을 갖고 있다.
1995년에는 정규 시즌 7위로 마감했고, 태평양 돌핀스 야구단이 현대그룹에 매각되었을 때 잔여 계약 기간 1년을 남긴 시점에서 팀 개편에 따라 수석코치 김재박에게 감독직을 넘겨 주고 물러났다.
이후 야구 해설가, KBO 규칙위원, KBO 경기감독관으로 일하고 있다.
삼성 라이온즈 재임 시절에는 특유의 친화력으로 팀 분위기를 만들었으며, 태평양 돌핀스 시절에는 김시진을 투수코치로 영입, 투수 조련에 힘써 태평양 돌핀스 때부터 "투수 왕국"이라는 별명이 붙었고, 1990년대 후반 태평양을 인수한 현대 유니콘스 전성 시대의 기초를 다졌다는 평가를 받는다.